# 後藤郁夫
後藤 郁夫（ごとう いくお、1974年11月19日 - ）は、日本のギタリスト、作曲家・編曲家、音楽プロデューサー。東京都町田市出身。JASRAC正会員、日本グラスハープ協会役員。音楽学校メーザー・ハウス卒業。

## 来歴
1995年テレビドラマ『静かなるドンリターンズ』ギタリスト役で出演を皮切りにプロ活動。
- 1998年スタジオACTバンドコンテスト（バンド名：コロンボ）年間グランプリ（優勝賞金100万円）
- 映画　Heavenz （べんてんムービー / 井出良英監督）ギタリスト役で出演
- 2000年より5年間 NHK教育テレビにてギタリスト・バンマス・作/編曲でレギュラー出演
  - 『みんなの広場だ!わんパーク』（3年間）『夢りんりん丸』（2年間）である。
- 2005年
  - ベネッセすっく、3さいからのえいごのうた他キッズ教材の音楽を担当。
  - 大橋エリと老若男女喜ばれる幅広い演奏を展開するデュオ『erikuo （エリクオ）』を結成。NHKスタジオパークライブにレギュラー出演他全国保育園幼稚園小中学校介護施設まで1000公演以上。
- 2006年アニメ『人造昆虫カブトボーグ V×V』の音楽を担当。
- 2007年『テニスの王子様 THE BEST OF RIVAL PLAYERS XXXV「Winning Shot」／忍足謙也＆財前光 』作編曲、後にテニスの王子様1/800曲の人気投票にてデュエット部門第2位総合5位）。
- 2008年ギタリストと作編曲の3本柱での活動を決意、本人HPより。
- 2009年NHK BS2  「日本のポップ＆ロック大全集」ギタリストしてギターの音分析コーナーに出演。
- 2010年自身が参加する3人組ユニット『カメレオンプロジェクト』でNHKみんなのうた4・5月のうた『みならいカメレオン』編曲。日本コロムビアよりリリース。
- 同年男女2人組音楽ユニットMAY'SのLive Tour 2010 Amazingにギタリスト参加。
- 2011年井出まさお監修「はっぴょうかいCDじょんがらブギウギ」にて『虹色ゴール』作編曲
- 2012年川井郁子&キッズフェスティバル 親子で楽しもう川井郁子Live at 銀座スイングにギタリスト参加。
- 2013年NHK総合ひるまえほっとにてエリクオで生演奏。
- 2014年関ジャニ∞とチョコボールのコラボCMにてマリンバ奏者として出演。
- 同年テレビ朝日『ガムシャラ！』にてジャニーズJr.楽曲編曲。
- 2015年日本でただ1人メジャー・デビューしているプロ・グラスハープ奏者大橋エリのソロアルバムをプロデュース、作曲・編曲。
  - 『ファンタジック☆グラスハープ』KICS-3202（2015年）
  - 『グラスハープ☆クリスマス』KICS-3435（2016年）
  - 『星と花と…グラスハープ・ヒーリング』KICS-3667（2018年）以上キングレコード。

- 2016年テニスの王子様1/800曲の人気投票にて『Winning Shot』がデュエット部門第2位[1]（総合5位）。
- 2017年10月、ももいろクローバーZ『Over40武道館ライブ』にギタリストとしてゲスト出演。
- 2018年　日本テレビ『全力!欅坂46バラエティー KEYABINGO!3』にて欅坂46に音楽指導（グラスハープ）。
- 2019年　元宝塚歌劇団トップスター、大空ゆうひBirthday Live 2019  ～梅雨ノハレマ～ツアーにてバンドマスターとして参加。
- 2021年　Eテレ『ワンワンパッコロ!キャラともワールド』最終回に坂田おさむバンドとして出演。演奏曲目　メドレー夢のパレード→ヤッホ・ホー→ありがとうの花  なかよきことは
- 2022年　グランドプリンスホテル高輪のプロジェクトマッピングイベント『Garden View Stay』にて楽曲提供。
- 2023年　音楽担当した劇伴アニメ『人造昆虫カブトボーグ V×V』のポップアップストアが東京名古屋大阪で開催される。
- 2024年　立川保育フェス出演　出演：エリクオ　ゲスト：はいだしょうこ
- 2024年　横山だいすけプレゼンツ『Ｏｈ！２３’ｓ　歌のお兄さんズ　ファミリーコンサート』ゲスト出演（エリクオ）

## CD、アルバム作品（作曲・編曲）
2007年テニスの王子様CDシングル『Winnig Shot』忍足謙也(福山潤)＆財前光(荒木宏文)　作曲編曲
2007年『TRICK,FAKE,or TRUTH 柳蓮二(竹本英史)&仁王雅治(増田裕生)　作曲編曲
2008年キングレコードCD『えいごで歌おう!キッズ・クリスマスベスト』編曲
- ウィンター・ワンダーランド　歌：戸田ダリオ
- ホワイト・クリスマス　歌：戸田ダリオ
- ジングルベル・ロック　歌：戸田ダリオ
- ハッピー・クリスマス　歌：戸田ダリオ
- なたに楽しいクリスマスを　歌：戸田ダリオ, クリステル・チアリ

2010年キングレコードCD藤本ともひこ『うたあそび大作戦!』編曲
- げんき！
- みのむし
- かたつむり
- あかとんぼ
- てんとうむし
- めだか
- ちょうちょ
- チューリップ
- すいか
- どんぐり
- ぐーちゃんとことこ
- よくにているね

2010年キングレコードCD『ケロポンズのゆかいな歌遊び方』編曲
- ぼくのおとうさん
- しゃぼんだま
- まつぼっくり
- やまのおんがくか
- おほしがひかる
- いちねんせいになったら

2011年CD　やなせたかし＋いずみたく『手のひらを太陽に50周年記念CD　生きているから歌うんだ！』編曲
- あほうどり ／ 佐久間レイ
- 犬が自分のしっぽをみてうたう歌 ／ 山寺宏一
- かたつむりのルル ／ 小杉十郎太
- さすらいのブラックキャット ／ 山寺宏一
- ねむりの森の詩 ／ 岡崎裕美
- 手のひらを太陽に ／ 中尾隆聖・カビルンルンコーラス
- ジグザグ ／ イッツフォーリーズ
- バオバブの木の下で ／ 中尾隆聖
- 南の風とタンポポ ／ ドリーミング
- 杉の木と野菊 ／ 大和田りつこ・岡崎裕美
- でくの棒 ／ 大塚明夫

2011年キングレコードCDアルバム『うたって覚えよう!～クイックのうた・世界地図～』作曲編曲
- Hello&Goodbye～英語あいさつ～　(歌：クリステル・チアリ　サックス：小林香織)

2011年キングレコードCDアルバム『ミッフィー ゆったりゆっくりベイビーえいご』編曲
- ブラームスの子守歌(歌,クリステル・チアリ)
- スリープ・ベイビー・スリープ(歌,クリステル・チアリ)
- ベラ・ノッテ(歌,クリステル・チアリ)
- コンドルは飛んで行く(歌,クリステル・チアリ)

2011年キングレコードCDアルバムケロポンズ、藤本ともひこ『手あそび大作戦！』編曲
- たべました 作詞：藤本ともひこ 作曲：増田裕子
- おばけだぞ 作詞：藤本ともひこ 作曲：増田裕子
- ぐるぐる 作詞：平田明子 作曲：増田裕子
- どすこいパンチ! 作詞：藤本ともひこ 作曲：平田明子
- ねじまき 作詞：平田明子 作曲：増田裕子
- きみのここがすき 作詞：藤本ともひこ 作曲：増田裕子
- このゆびおきて 作詞：藤本ともひこ 作曲：平田明子
- おいでおいで 作詞：藤本ともひこ 作曲：平田明子
- じゃんけんぽん たんけんたい 作詞：藤本ともひこ作曲：平田明子
- ちゅうぐっぱ 作詞：藤本ともひこ作曲：藤本ともひこ
- あらしのサンダー 作詞：平田明子 作曲：増田裕子
- つみきがどんどん 作詞：藤本ともひこ 作曲：増田裕子
- もりのなか 作詞：増田裕子 作曲：平田明子
- おっきいふうせん 作詞：藤本ともひこ 作曲：平田明子
- かえるがゲコゲコ 作詞：増田裕子 作曲：藤本ともひこ
- うにうにんぱー 作詞：平田明子 作曲：藤本ともひこ
- はいどうぞ 作詞：藤本ともひこ 作曲：増田裕子
- SAYONARA 作詞：藤本ともひこ 作曲：増田裕子
- あしたもあそぼ 作詞・作曲：藤本ともひこ

2012年キングレコードCD『ミッフィー は・じ・め・て うたううた』
- かわいいミッフィー (ミッフィーこどもミュージカル「ミッフィーのせかいりょこう」より)歌：山野さと子

2012年キングレコードCD『うたって覚えよう!～えいご&にほんごMIX!、アメリカ50州おぼえうた～』
- ジャスト・ア・リトル・マジック♪(Just a Little Magic♪) 作編曲
- サンデイ、マンデイ、チューズデイ　編曲
- ジャニュアリー、フェブルアリー　編曲
- ディス・イズ・ザ・ウェイ　編曲
- アメリカ50州おぼえうた　編曲
- 手のひらを太陽に(えいご&にほんご) ←ANAの機内放送に選ばれる　編曲

2012年キングレコードCDケロポンズ＋藤本ともひこ『ちょこっとあそび大作戦!』
- ハロー!!
- ぴっとんとん
- とてちてた
- ちっちゃなゆびわ
- インタビュー
- となりのせきに
- やきいもごろごろ
- ガオ～がくるぞ
- ぽんで とん!
- ペンギンロック
- かめのたいそう
- プリンかんてんゼリー
- びりびりくらげ
- まえをむいて
- ぼくたちもうすぐいちねんせい

2013年キングレコードCD『なみだとえがおの卒園ソングベスト～泣きたい気持ち 笑いたい気持ち～』編曲
- 見花山へいこう　ケロポンズ
- ちきゅうのシンフォニー　中川ひろたか

2013年キングレコードCD『うたって覚えよう！雑学王　～日本三大○○の歌、国連加盟国～』
- あんきもソング～にしむくさむらい～
- 旬の野菜ロックンロール

2013年キングレコードCD　クリステル・チアリ『Les Petites Parisiennes～フランス語でうたうこどものうた～』編曲
1. Prologue～Chantons!～
2. A La Volette(ちょうちょみたいに)
3. Sur Le Pont d'Avignon(アヴィニョンの橋の上で)
4. Frere Jacques (ジャックさん、起きて)
5. Il Etait Une Bergere (羊飼いがいてね…)
6. Ah! Les Crocodiles (ワニさん!)
7. Ainsi Font、 Font、 Font、 Les Petites Marionnettes(マリオネットであそぼ)
8. Lundi Matin(月曜日の朝)
9. Fais Dodo、 Colas Mon Petit Frere (おねんねしようね)
10. Alouette、 Gentille Alouette (すてきなヒバリさん)
11. Un Petit Clown (サーカスの数えうた)
12. Pirouette、 Cacahuetes(くるくるかかうぇっとぅ)
13. Bon Anniversaire(おたんじょうびおめでとう)
14. Au Clair De La Lune(月の光に照らされて)
15. Ah! Vous Dirai-Je、 Maman(ママにおはなしするね“きらきら星")
16. Un Reverbere(街灯)
17. L'ange Dans Le Petit Berceau(ゆりかごの天使)
18. Douce Nuit(きよしこのよる)
19. Vive Le Vent(ジングルベル)
20. Petit Papa Noel(小さなサンタさん)
21. Epilogue～Cendrillon～

2013年キングレコードCDケロポンズ / 藤本ともひこ『ぱぱっとあそび大作戦!』編曲
- なんでも行進曲
- あいうえおペープサート
- がっき
- ピピッとランチ
- すべりだいスキ!
- ドン・チュー
- やまのぼり
- ピチピチロケンロール
- くさのストレッチ
- コロガルガルコロ
- みずあそび
- ふうちゃんフー
- だんごむし
- カニあるき
- おさんぽにいこう

2014年キングレコードCDケロポンズ＋藤本ともひこ『はるなつあきふゆ　行事あそび大作戦！』
- サンサンダンス
- きょうからそらぐみさん
- おはよう
- おかあさんだいすき おとうさんだいすき
- バスのストップくん
- むしばきん
- ぷるぷるプールたいそう
- たぬきのとのさま音頭
- ハロウィンパーティー
- いもほってヘイ!
- クリスマスの日は
- おもちはいかが
- はじまりのうた おしまいのうた
- おやつはなあに？

2014年キングレコードCD『しあわせカフェ～ハートフル・クラシック～』編曲
- とびら開けて/ 演奏 エリクオ

2014年キングレコードCD『ほっこりほろり こどものいい歌あつめました。～卒園&メッセージソング～』編曲
- その夢が僕を強くする
- ちきゅうのシンフォニー
- おもいでがひかってる

2014年世界文化社　和の音楽でダンス!運動会CDブック『すぐ踊れる音楽いっぱい! 』作編曲
- よさこいよさこい祭り

2015年キングレコードCD『夢と冒険のファンタジー☆ヒットソング』
- レット・イット・ゴー～ありのままで～ /後藤いくり
- 雪だるまつくろう /山岡ゆうこ、後藤いくり

2015年キングレコードCD『だ・る・ま・さんがおどった!～ケロポンズとりゅうぞうのあそびダンス～』編曲
- ウオッチ!!
- Love!手押しずもう
- なってみよう
- てんぐさん
- ホームラン
- 晴れになれ

2015年世界文化社　『ケロポンズ＋藤本ともひこの ミュージックペープサート』編曲
2015年キングレコードCD大橋エリ『ファンタジック☆グラスハープ－Fantasic Glassharp－』編曲
1. Fantasic Rainbow （作曲：後藤郁夫）
2. アンダー・ザ・シー
3. オブラディ・オブラダ
4. トゥモロー
5. ハイサイおじさん
6. Let It Go～ありのままで～
7. ピクニック
8. ヒューマン・ネイチャー
9. the
10. C・ジャム・ブルース
11. ユー・レイズ・ミー・アップ
12. パッヘルベルのカノン～グラス・ファンタジー

2016年キングレコードCD『あそびうたイロイロ3原色★★★シリーズ』小沢かづと・福田りゅうぞう・ 鈴木 翼
- ポップコーン
- 冬の妖精　ティコティン
- こりゴリラ
- だっこしたママ
- ごきげんイカが？

2016年キングレコードCD大橋エリ『Glass Harp Christmas -クリスマスの魔法☆クリスタル・サウンド-』編曲
1. Overture／序曲
2. Amazing Grace
3. 主よ、人の望みの喜びよ
4. 赤鼻のトナカイ
5. おめでとうクリスマス
6. ジングル・ベル
7. きよしこの夜
8. ママがサンタにキッスした
9. ウィンター・ワンダーランド
10. ザ・クリスマス・ソング
11. Merry Christmas Mr．Lawrence
12. ゆき
13. Happy Xmas(War Is Over)
14. And、 White Scape Wherever／そして、どこまでも銀世界
15. 歓びの歌
16. Winter Breathe／冬の息吹　（作曲：後藤郁夫）

2016年キングレコードCDすっく＆いっくの　すくすくキッズソング　『うたおう！保育園・幼稚園のうた』編曲
- すっく&いっくのうた/歌　長久友紀

2016年キングレコードCD『ロケットくれよんの　おやこ・ともだち・せんせい　み～んなのＷＡ！』　編曲
- ピッタコたいそう
- ハブラシれっしゃ2号
- ブラブラパオーン
- カエルとヘビ
- とびだせ君のハッピー
- ロケットにのってゴー!
- おばけの花火音頭
- ドーナツ

2017年キングレコードCD『Sing In English! With Eric&Kids ~9歳からじゃおそい! 音楽であそぼう! えいごのうた~』編曲　歌：エリック・ジェイコブセン、DSS Kids
- Jazzy Months(ジャジー マンス)
- Sunday、 Monday、 Tuesday(にち げつ か)
- Happy Birthday～100までのかず～
- May I Go To The Bathroom、 Please？(トイレにいってもいいですか？)
- If You're Happy And You Know It(しあわせならてをたたこう)
- This Is The Way(こうするの)
- The Bus(バス)
- Exercise(たいそう)
- Open Shut Them(ひらいてむすんで)
- Hot Cross Buns(ホット クロス バンズ)
- Peter Cottontail(こうさぎのピーター)
- Happy Halloween(ハッピー ハロウィン)
- Must Be Santa(マスト・ビー・サンタ)
- It's A Small World(ちいさなせかい)
- Ob-La-Di、 Ob-La-Da(オブラディ オブラダ)
- L-O-V-E(ラブ)
- Daydream Believer(デイドリーム ビリーバー)
- ZYX

2017年キングレコードCD『Enjoy English!With Eric&Kids ～9歳からじゃおそい!音楽であそぼう!えいごのうた～』編曲　歌：エリック・ジェイコブセン、DSS Kids
1. The ABC Song（ABCのうた）
2. Head,  Shoulders, Knees And Toes（あたま かた ひざ つまさき）★
3. Seven Steps（７歩）★
4. Bingo（ビンゴ）★
5. John Brown's Baby（ジョン ブラウンのあかちゃん）★
6. Buzz Buzz Buzz（ぶんぶんぶん）
7. Old MacDonald Had A Farm（マクドナルドじいさん）
8. Cock-A-Doodle-Doo! （コケコッコ―！）
9. Yankee Doodle（ヤンキードゥードゥル）
10. A Sailor Went To Sea（ふなのり うみへ）★
11. Today Is Monday（きょうは げつようび）
12. The Farmer In The Dell（ちいさなたにの おひゃくしょう）
13. Under The Spreading Chestnut Tree（おおきなくりの きのしたで）★
14. The Bear（クマさん）
15. There's A Little Wheel A-Turnin'（こころのなかで）
16. The Lion Sleeps Tonight（ライオンは ねている）
17. Twinkle, Twinkle, Little Star（きらきらぼし）
18. （小さい子もいっしょに歌ってみよう！）Did You Ever See A Lassie? （ラッシーを みなかった？）
19. Hickory, Dickory, Dock  （ヒッコリー ディッコリー ドック）
20. Rock-A-Bye, Baby（おやすみ あかちゃん）

2017年キングレコードCD『ずいずいずっこけばし×サカサマックス ～ケロポンズとりゅうぞうのあそびダンス～』編曲
- ケン・パー
- てれてれ坊や

2017年世界文化社　ケロポンズ『CD付 ミュージックパネルシアター ビバビババースデイ! (PriPriキット) 単行本』編曲
2017年キングレコードCD『ロケットくれよんの 春・夏・秋・冬 わく★ドキ★ びっくりばこ!』編曲
- 春・夏・秋・冬　びっくりばこ
- さくらみち
- てるてるぼうずのてるちゃん
- つらら
- びっくりばこ
- カッチコッチ　はとどけい

2017年キングレコードCD大橋エリ『星と花と・・・～グラスハープ・ヒーリング～』編曲
1. Flower 作曲：大橋エリ
2. 星に願いを
3. エーデルワイス
4. 美女と野獣
5. きらきら星
6. さくらんぼの実る頃
7. 星めぐりの歌
8. さくら
9. ふるさと
10. ありがとうの花
11. 花は咲く
12. 祈り唄 作曲：大橋エリ

2018年キングレコードCD『ミッフィー はじめての音楽会 ～うたとクラシック～』編曲
- ミッフィーとおともだち
- かわいいミッフィー (ステージショーオリジナル曲)
- タイコダンス (ステージショーオリジナル曲)
- トルコ行進曲～早口体操 (ステージショーオリジナル曲)
- ミッフィーのぼうけん オープニングテーマ (CGアニメ「ミッフィーのぼうけん」より) (ボーナス・トラック)

2018年キングレコードCD『ロケットくれよんの 元気がでるよ!イロイロベスト!』編曲
- あおぞら
- ロケットにのってゴー！
- カエルとヘビ
- とまと
- おばけの花火音頭
- なみとチャプチャプ

2018年キングレコードCDアルバム『桜・まるごと卒園式　～送る・旅立つ・思い出・感謝～』編曲
- ゆびきり/うた：鈴木 翼　コーラス：新沢　としひこ
- 卒園したら/うた：新沢としひこ、鈴木 翼

2019年講談社うた絵本『ぜーんぶ　うたで　おぼえよう　脳を育てる　えいごのうた』編曲　歌/エリック・ジェイコブセン 
1. The ABC Song (ABCのうた)
2. Seven Steps(セブン・ステップス)
3. Sunday,Monday,Tuesday (にち、げつ、か)
4. The Months Of The Year Song (12かげつのうた)
5. Do Re Mi (ドレミのうた)
6. Head,Shoulders,Knees and Toes (あたま・かた・ひざ・つまさき)
7. Under The Spreading Chestnut Tree (おおきなくりのきのしたで)
8. Hokey Pokey (ホーキー・ポーキー)
9. Open Shut Them (ひらいてとじて)
10. If You're Happy And You Know It (しあわせならてをたたこう)
11. London Bridge (ロンドンばし)
12. Bingo (ビンゴ)
13. Old Macdonald Had A Farm (ゆかいなまきば)
14. Mary Had A Little Lamb (メリーさんのひつじ)
15. The Bear (くまさん)
16. The Bus (バス)
17. Happy Birthday (ハッピー・バースデー・トゥー・ユー)
18. Jingle Bells (ジングル・ベル)
19. We Wish You A Merry Christmas (おめでとうクリスマス)
20. Twinkle Twinkle, Little Star (きらきらぼし)

2019年世界文化社　ケロポンズ　CD付 ミュージックパネルシアター『らいおんくんのおかいもの』編曲 
2019年キングレコードCD『どきどきヒットソング・オンパレード！！』編曲
- 小さな世界（イッツ・ア・スモール・ワールド）/後藤いくり

2020年キングレコードCD『新沢としひこ&鈴木 翼のハッピーミュージックアワー!～原点から新曲まで～』編曲
- ちきゅうのシンフォニー　作詞：新沢としひこ 作曲：中川ひろたか
- ゆびきり　作詞：新沢としひこ 作曲：中川ひろたか
- おいけのハーモ二― 作詞：鈴木翼 作曲：中川ひろたか
- スペシャルなメモリー　作詞：新沢としひこ 作曲：鈴木翼
- ともだちってだれのこと　作詞：新沢としひこ 作曲：鈴木翼
- はやくきてねサンタさん　作詞：鈴木翼 作曲：新沢としひこ
- 卒園したら　作詞：新沢としひこ 作曲：鈴木翼

2020年キングレコードCD『小沢かづとのシンプル!楽しい!0才からのはっぴょう会・うんどう会スペシャル たまごをパカッ!』編曲
- ぶろっこリン体操
- たまごをパカッ!

2020年キングレコードCD
- ぱんぱかぱんぱんぱーん/吉田仁美/間聖次朗
- 青空のゴーサイン/坂田めぐみ
- ウン・ポコ・ロコ/後藤いくり　戸田ダリオ
- 自由への扉/吉田仁美
- てをふろう/坂田めぐみ
- Say!good-bye～明日をみつめて～/吉田仁美/間聖次朗
- PPAP～ペンパイナッポーアッポーペン/後藤いくり　後藤つくる　戸田ダリオ
- トゥモロー／後藤いくり

2020年キングレコードCD『想いをつたえる 明日への卒園ソング～おめでとう!ありがとう!～』
- ぴかぴかすまいる／タニケン、木下ももか
- Say! good-bye～明日をみつめて～／吉田仁美、間 聖次朗
- ぼくのひこうき／木下ももか
- あしたのぼくに／タニケン

2020年キングレコードCD『ケロポンズの 赤ちゃんあそぼ!～うたって にっこり♪あそんで すくすく～』編曲
- ゴーゴー！おむつちゃん
- たっち & あんよ
- げっぷっぷ
- どっちかな？
- こぶたの しっぽ
- くねくね キャット
- オランウータンの ゆりかご
- おふねに のって
- ねんねのこ
- ネズミの マッサージ

2020年世界文化社　ケロポンズ　CD付 ミュージックパネルシアター『ワクワク☆わくせい (PriPriキット)』編曲 
2020年キングレコードCD&DVD『ロケットくれよんの 笑顔の力』編曲
- 小さな魔女
- ラララ　ハッピーバースデイ
- 君と僕のかけはし

2021年キングレコードCD『50年後ものこる やっぱりいい!こどものうた～保育でじわじわ人気編～』
- 大きなかぶ（おかあさんといっしょ）／タニケン、きのしたももか
- ハッピーフレンズ〔作・二本松はじめ〕／タニケン、きのしたももか
- シンデレラのスープ（おかあさんといっしょ）／タニケン、きのしたももか

2021年キングレコードCD『50年後ものこる やっぱりいい!こどものうた～色あせないアニメ編～』
- レット・イット・ゴー ～ありのままで～
- 自由への扉

2021年世界文化社　ケロポンズ　CD付 ミュージックパネルシアター『メエたんてい メエざぶろう (PriPriキット) 』編曲 
2021年キングレコードCD『あたらしいともだち・これからもともだち～新沢としひこ&中川ひろたか お宝発掘&名作ベスト〔永久保存盤〕』編曲
- 雨ふり水族館／木山裕策
- はじめの一歩／木山裕策
- ちきゅうのシンフォニー／中川ひろたか、ケロポンズ、新沢としひこ、ひまわりキッズ

2022年世界文化社　ケロポンズ　CD付 ミュージックパネルシアター『どこどこ？アンディちゃん』編曲
2022年キングレコードCD『新沢としひこ&鈴木 翼の 新翼クリニック～歌の力サプリお出しします～』
- 新翼クリニックの歌
- 七色のエール
- 春は風にのって
- ゆうやけラララ

2022年キングレコードCD『保育&こどものあそびソング～女性&キッズキーで歌いながらあそぼ!～』編曲
- ペンギンマークの百貨店（犬飼聖二）／mocaちゃんTime、スマイルキッズ
- 卒園したら（鈴木翼・新沢としひこ）／山野さと子
- ゆっくりゆっくり（鈴木翼）／はいだしょうこ
- ちきゅうにかぜがふいている（新沢としひこ・中川ひろたか）／山野さと子、ひつじ合唱団

2023年キングレコードCD『こどもたちとないたりわらったり～あたらしい卒園エールソング～』編曲
- ゆうやけラララ　歌：いっちー&なる(ボンボンアカデミー)作詞 新沢としひこ 作曲 鈴木翼／新沢としひこ

2023年世界文化社　ケロポンズ　福田りゅうぞう　CD付　ミュージックパネルシアター『かわじいさんの　なんでも屋さん (PriPriキット)』編曲
2023年キングレコードCD『ロケットくれよんの な・か・ま～20thアニバーサリー 新作いっぱい!』編曲
- バニージャンプ
- クルクルクルハムスターズ
- なんでもグーチョキパ―

2024年ケロポンズ・プッピーズCDアルバム『ハロー！あそびうた』編曲
- おっ！おばけ！
- ドッカーン！とはなび
- こちょこちょするまえに
- つぼチャチャチャ

2024年横山だいすけ『笑顔にドッキューン!』Guitarのレコーディングで参加。
2024年安藤なおこミニアルバム『うたたば』編曲
- タッチ！ハーイ！
- て！て！て！
- 夢のリュックサック
- 遠くの花へ

2024年キングレコードCD『ボンボンアカデミー号でしゅっぱーつ！　わくわくのりもの　こどもうた』編曲 
- いってきバス！（作詞：すずきかなこ、作曲：坂田おさむ）
- クレヨンロケット

2025年キングレコードよりグラスハープ モーツァルト集『Rarity -glassharp mozart-』サウンドプロデュース。

## テレビ、ラジオ番組の音楽
2001年NHK教育『みんなの広場だ!わんパーク』
- GO!GO!ミーオ　作編曲
- ぼくらナンバーわんパークバンド　作編曲
- フレンド　作編曲

2004年NHK教育『夢りんりん丸』
- ヤッホ・ホー（おかあさんといっしょ）編曲
- りんりんクルーバンドテーマ曲　作編曲

2008年テレビ東京系列『はっけん たいけん だいすき！しまじろう』
- ストンストンストンプ（2008.7） 歌：きただにひろし　編曲
- しましまカンフー!（2008.8） 歌：小清水亜美、竹内浩明　作編曲
- 手びょうしオーレ!（2008.12） 歌：堀江美都子 コーラス：ひまわりキッズ　作編曲
- 2009年７月８月９月　ダンスコーナーの歌「なみのりダダ〜ンス」/作・編曲
- 2009年４月・5月のうた「Happy Little Penguin」/編曲[3]

2010年NHKみんなのうた『みならいカメレオン』歌：だりお＆ともこ（カメレオンプロジェクト）アニメ：青木純　編曲
2014年テレビ朝日ジャニーズJr.コンサートJs party にてクリスマスソング編曲
2017年NHK BSプレミアム『おとうさんといっしょ』編曲
- ☆ピンクドラゴンのでんせつ　作詞作曲：坂田めぐみ
- てをふろう（2018年）作詞作曲：坂田めぐみ
- ☆ルリア（2019年）作詞作曲：坂田めぐみ

2017年NHK BSプレミアム『ワンワンワンパッコロ！キャラともワールド』編曲
- It's A Small World
- わらいねこ・ハッピネス（2018年）
- ドラネコ・ロックンロール（2018年）
- 四方八方肘鉄砲（2018年）

- じゃぶじゃぶ・せっせっせ（2018年）
- しゃぼんだま　いっぱい（2018年）
- 世界中パレード（2019年）
- オナカの大きな王子さま（2019年）
- お米かくれんぼ（2019年）
- ウインク☆ズッキューン（2019年）
- 宇宙人のテレパシー（2020年）
- うたっておどろんぱ（2020年）
- トレロ・カモミロ（2020年）
- 香水（2020年）
- Pretender（2020年）番組最終回（2021年）は坂田おさむバンドとしてギタリスト出演。

2019年NHKラジオ『DJ日本史』のオープニング他、番組内BGMを担当。
2021年柴犬コマリちゃんねる（東海テレビ）音楽担当（作曲編曲）
2021年NHK Eテレ『すたあと』編曲（作詞作曲：坂田修一）
- すたあとのうた
- がっこうトイレのう
- さがそう！つたえることば

2022年NHK Eテレ『にほんごであそぼ』作曲編曲
- なんだかんだでちんぷんかんぷんの唄

2022年NHK Eテレ『みんな集まれ!こどもうたまつり』編曲
- WAになっておどろう
- こいのぼり
- コンピューターおばあちゃん

2023年NHK Eテレ『スゴＥフェス2023 生放送スペシャル！』編曲
- 星に願いを

2024年　KingRecords アルバム『ボンボンアカデミー号でしゅっぱーつ！　わくわくのりもの　こどもうた』　いっちー＆なる（ボンボンアカデミー）
- 『いってきバス』編曲
- 『クレヨンロケット』編曲

2024年　KingRecords　木山裕策アルバム　君に贈る歌
- 『ぼよよん行進曲』編曲

2024年　UNIVERSAL MUSIC JAPAN　KIDS MUSIC PARK　
- ケロポンズ『ピカフル』編曲

## 舞台音楽
2002年いまだてこどもミュージカル『明日へのメッセージ』編曲
2004年、『LIVE on ACT ＜望作＞『ハムレット』音楽担当（2004年4月13日-14日、北沢タウンホール　演出：獅堂ライチ）
2012年株式会社お芝居カンパニー『松子プロデュース』作編曲、演奏
2015年劇団SPIRALMETHOD『異説本因坊外伝』2015/09/25 (金) ～ 2015/09/28 (月) 萬劇場
| スタッフ | 脚本・演出 ＹＯＮＧ．Ｃ 照 明 露木眞一（株）フォルテシモコミュニケーションズ 音 楽 監 督 後藤郁夫 美 術 松澤貴代 音 響 野中明 舞 台 監 督 小島辰裕 演 奏 後藤郁夫（Gt） Ｕｋｏ（Sax、Cl、Fl） 滝川岳（Dr） 須藤ヒサシ（Bass） 振 付 おっきなわたる 殺 陣 大濱琥太郎 衣 装 青木由 演 出 助 手 渋谷拓未 小長谷尚之 |

2019年パニパニパイナ！ステージショー「ヤーだんと黄金のパイナップル」編曲